# Вафельний ріжок
Ва́фельний ріжо́к, цукро́ва тру́бочка, ва́фельний стака́нчик для моро́зива — конусоподібний борошняний кондитерський виріб, як правило, зроблений з вафлі, облатки або іншого тіста. Ріжок дозволяє їсти морозиво, яке міститься в ньому, без допомоги ложки і без посуду, тримаючи ріжок в руці.
Вафельні ріжки виготовляють різних смаків, видів та розмірів, з рівним або природним краєм.Бувають ріжки, покриті шоколадом, у формі смолоскипа, широкі ріжки для двох кульок морозива. Вафельні стаканчики є ріжками з плоским дном, що дозволяє ставити їх на стіл без будь-яких пристосувань.
У вафельних ріжках подають не тільки морозиво, але й інші страви, наприклад, салати. Ріжки з вафлі можна приготувати в домашніх умовах, але особливого значення ріжки та стаканчики мають для торгівлі морозивом та виробництва порційного морозива.

## Історія
Їстівні ріжки згадувалися в куховарських книгах ще в XVIII столітті. Найдавнішим вважається рецепт згорнутих в конус вафель cialdoni torcerli в кулінарній книзі італійського кондитера Антоніо де Россі в 1724 році . Згорнуті в кульочки тонкі коржі з прісного тіста згадуються в 1769 році в кулінарній книзі Бернарда Клермонта (Bernard Claremont) The Professed Cook і в 1770 році в книзі Мері Сміт (Mary Smith) The Complete Housekeeper & Cook . У 1825 році Жульєн Аршамбо (Julien Archambault ) описав прийом виготовлення ріжка з маленькою вафлі . Франкателлі (Charles ElmFrancatelli) у виданій в 1846 році в Лондоні кухонній книзі The Modern Cook вперше запропонував заповнити ріжок морозивом і таким чином гарнірувати заморожений пудинг. Інша згадка ріжка міститься в англійській кулінарній книзі Mrs A. B. Marshall's Cookery Book, що вийшла в 1888 році. Рецепт її автора  Агнес Маршалл  «Корнет з вершками» містив опис приготування ріжка з кружальця мигдалевого тіста, випеченого в духовці без використання форми для вафель

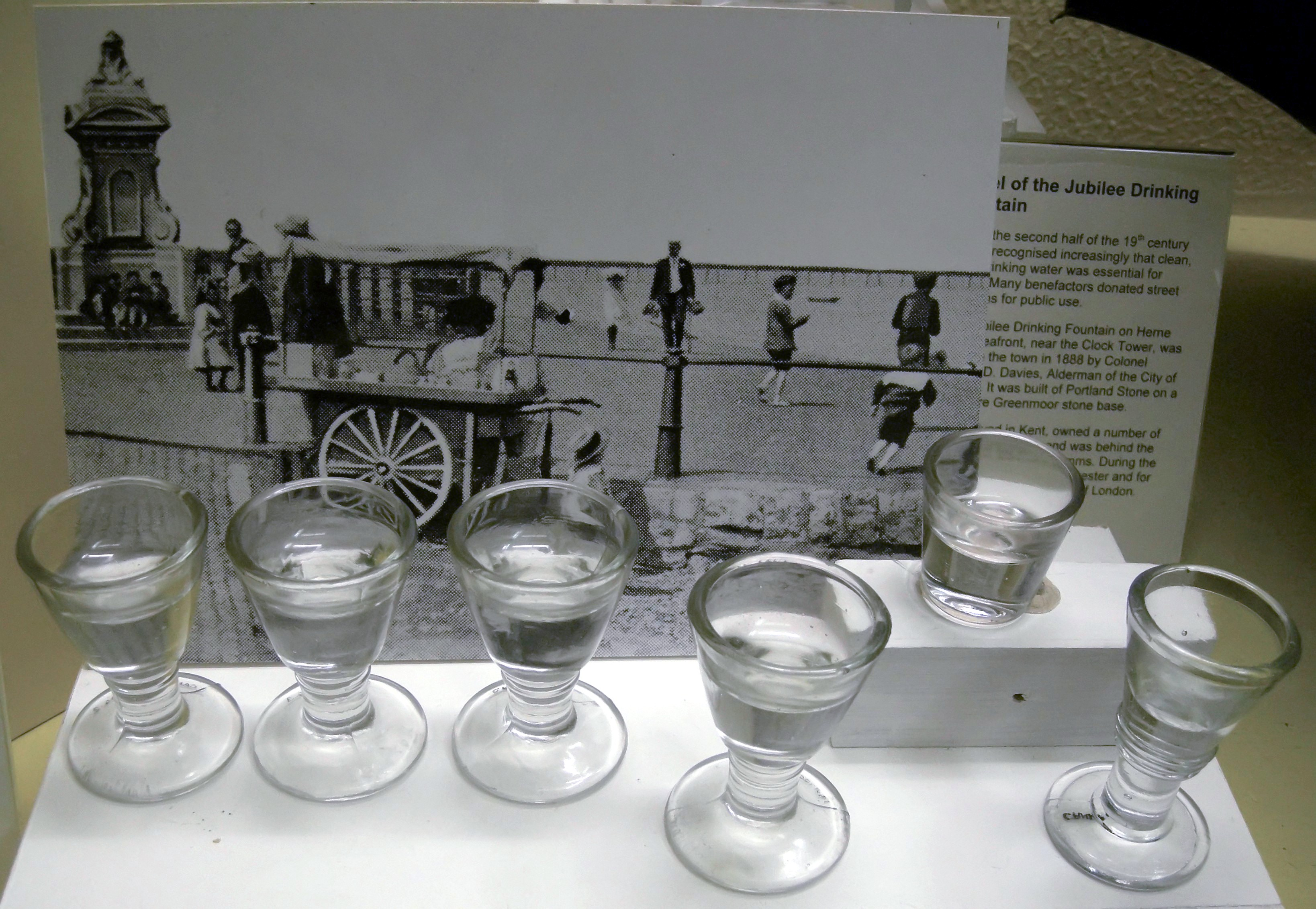
Стаканчики penny lick

В кінці XIX століття морозиво стало популярним, доступним більшості населення та часто продавалося на вулицях. У дрібнороздрібній торгівлі морозиво продавали в паперових пакетиках, на блюдечках, у вазочках , картонних тарілочках. Використовували маленькі скляні стаканчики (англ. penny lick - «лизни за пенні»), які покупець, з'ївши порцію морозива ціною в один пенні, повертав виробників морозива. Стаканчик споліскували і знову заповнювали морозивом для наступного покупця. Джерела згадують і інші способи подачі морозива, в тому числі в «їстівному посуді»  .

## Пристрої для виготовлення ріжків та стаканчиків
На рубежі XIX і XX століть було видано кілька патентів на пристрої для виробництва їстівних ємностей для морозива . У 1902 році Антоніо Валвона (Antonio Valvona), торговець морозивом з Манчестера, запатентував машину для виготовлення стаканчиків з тіста. У 1903 році жив у Нью-Йорку італієць-морозивник Італо Марчоні (Italo Marchiony) подав заявку на машину для виробництва чашок для морозива.
Вафельні ріжки згортали вручну до 1912 року, коли, за твердженням істориків, Фредерік Брукман (Frederick Bruckman) винайшов машину для згортання трубочок. У 1923 році Гаррі Татосяну (Harry G. Tatosian) виданий патент США на машину для згортання ріжків для морозива, а в 1924 році - Карлу Тейлору (Carl R. Taylor) на машину, яка працювала разом з автоматом по випічці вафель та повертала конуси з гарячих вафель, одночасно охолоджуючи їх.

## Вафельні ріжки на виставці в Сент-Луїсі
Морозиво у вафельних ріжках стало набирати популярність після  Всесвітньої виставки в Сент-Луїсі в 1904 році. Підтверджених відомостей про те, як це сталося, немає, на ключову роль претендують кілька осіб, кожен з яких згодом займався виробництвом вафельних ріжків . Популярна історія про випадкову появу на виставці вафельних ріжків. Через спекотну погоду морозиво користувалося підвищеним попитом, стаканчиків не вистачало, і у ларька торговця морозивом Арнольда Фомачу вишикувалася черга очікують, поки звільниться посуд. Вафлі в спеку не купували, і їх продавець Ернест Хамви (Ernest Hamwi), виходець з Дамаску, звернув зі свіжої вафлі ріжок і запропонував сусідові по торгівлі в якості упаковки для морозива. Нова страва настільки сподобалася відвідувачам, що стало символом виставки .

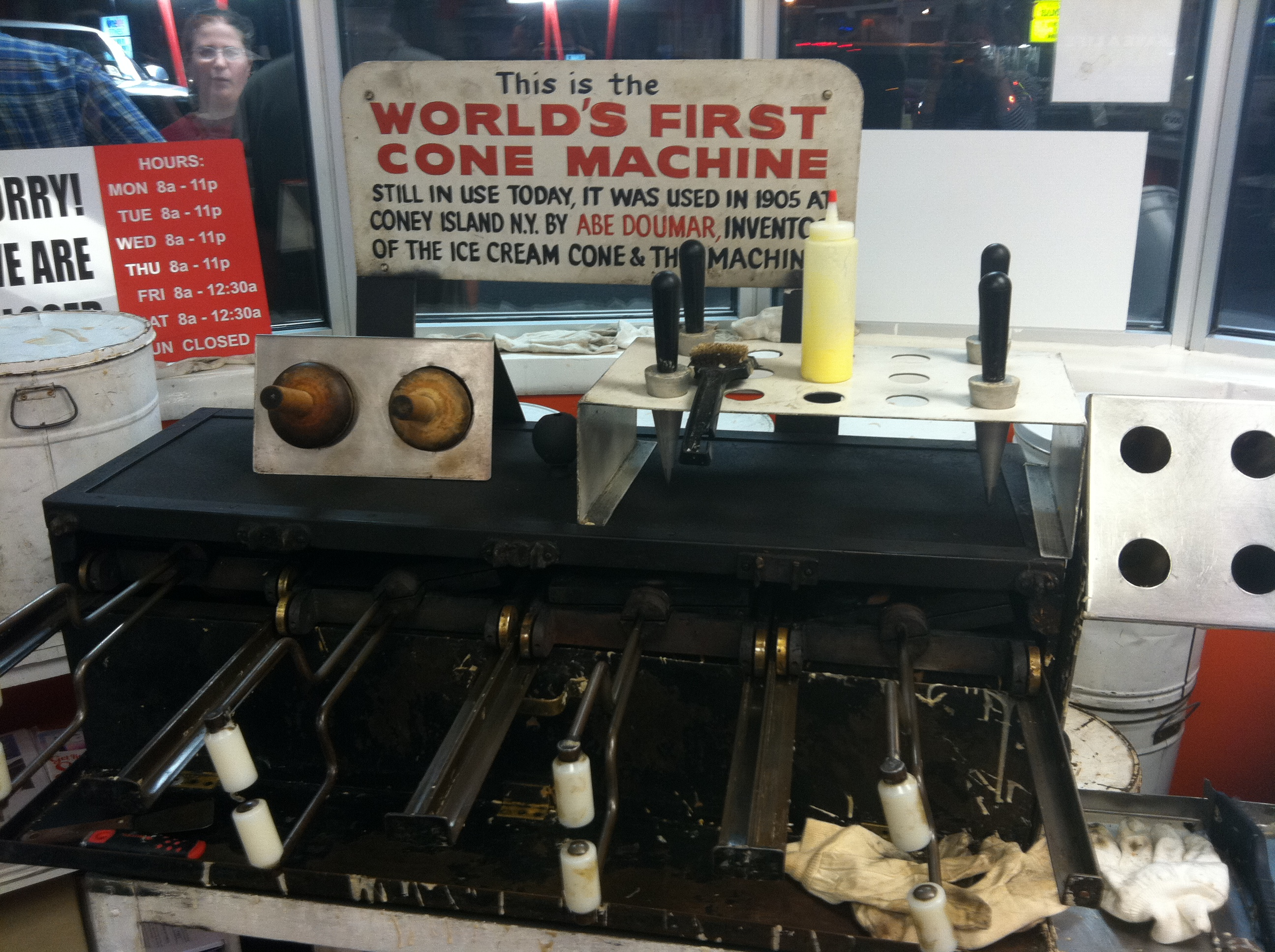
Перша машина Ейба Думара

Інша історія пов'язана з ім'ям Ейба Думара (Abe Doumar). 16-річний сирієць був статистом в «людському зоопарку», організованому на виставці. Юнак купував вафлі і морозиво і продавав ріжок з морозивом з п'ятикратним прибутком, називаючи десерт «традиційними арабськими ласощами». При цьому Думара щедро ділився ідеєю з численними виставковими торговцями. Після закінчення виставки Думара почав діяльність з виробництва вафельних ріжків, вивіз з Сирії сім'ю, придумав машину з чотирма листами і замовив її в ливарній майстерні. На всесвітній виставці в Джеймстауні в 1907 році Думара з братами продали майже двадцять тисяч ріжків. Після цього Ейб Думара купив напівавтоматичну машину на 36 листів, яка випікала двадцять ріжків на хвилину і відкрив фірму, яка працює в Норфолку і після ста років .
Починаючи з 1904 року попит на ріжки для морозива неухильно зростав, створювалися численні підприємства по їх виробництву.
Продаж морозива в скляних стаканчиках в Лондоні заборонили в 1926 році заради профілактики туберкульозу. З цього часу морозиво на вулиці продавалося тільки в ріжках або у вафельному сендвічі  . Конкуренцію їстівним ріжками склали тільки ескімо на паличці.

## Промислові ріжки для морозива
У 1918 році в Пенсильванії заснована фірма Joy Ice Cream Cone Company, яка почала масове виробництво ріжків, які вона поставляла в ресторани та продавала в роздріб. Компанія виробляє більше 2 млрд ріжків (цукрових, вафельних та прісних) на рік і за станом на 2009 рік є найбільшим виробником ріжків для морозива.
Великі виробники морозива виробляють власні ріжки. Тісто для них замішується з цукру, борошна, сухого молока та холодної води. З тістомісильної машини тісто поступає в промислові вафельниці, а після випічки закручувальна машина згортає вафлі в ріжок. Окрема машина використовується для випічки вафельних стаканчиків.

## Морозиво в ріжках
У 1928 році Дж. Паркер придумав виготовляти та продавати ріжки, наповнені морозивом, які могли зберігатися в морозильній камері. У 1931 році він заснував компанію Drumstick. У 1991 році підприємство викупила компанія Nestlé. У 1959 році італійський виробник морозива Спіка придумав спосіб виробництва, при якому ріжок відокремлюється від морозива шаром масла, цукру й шоколаду. Свій рецепт Спіка зареєстрував під назвою  Cornetto  в 1960 році. Початкові продажі були невеликі, але в 1976 році бізнес придбала компанія Unilever, що зайнялася просуванням продукту по всій Європі. Зараз Cornetto є одним з найпопулярніших морозив у світі.

## Галерея

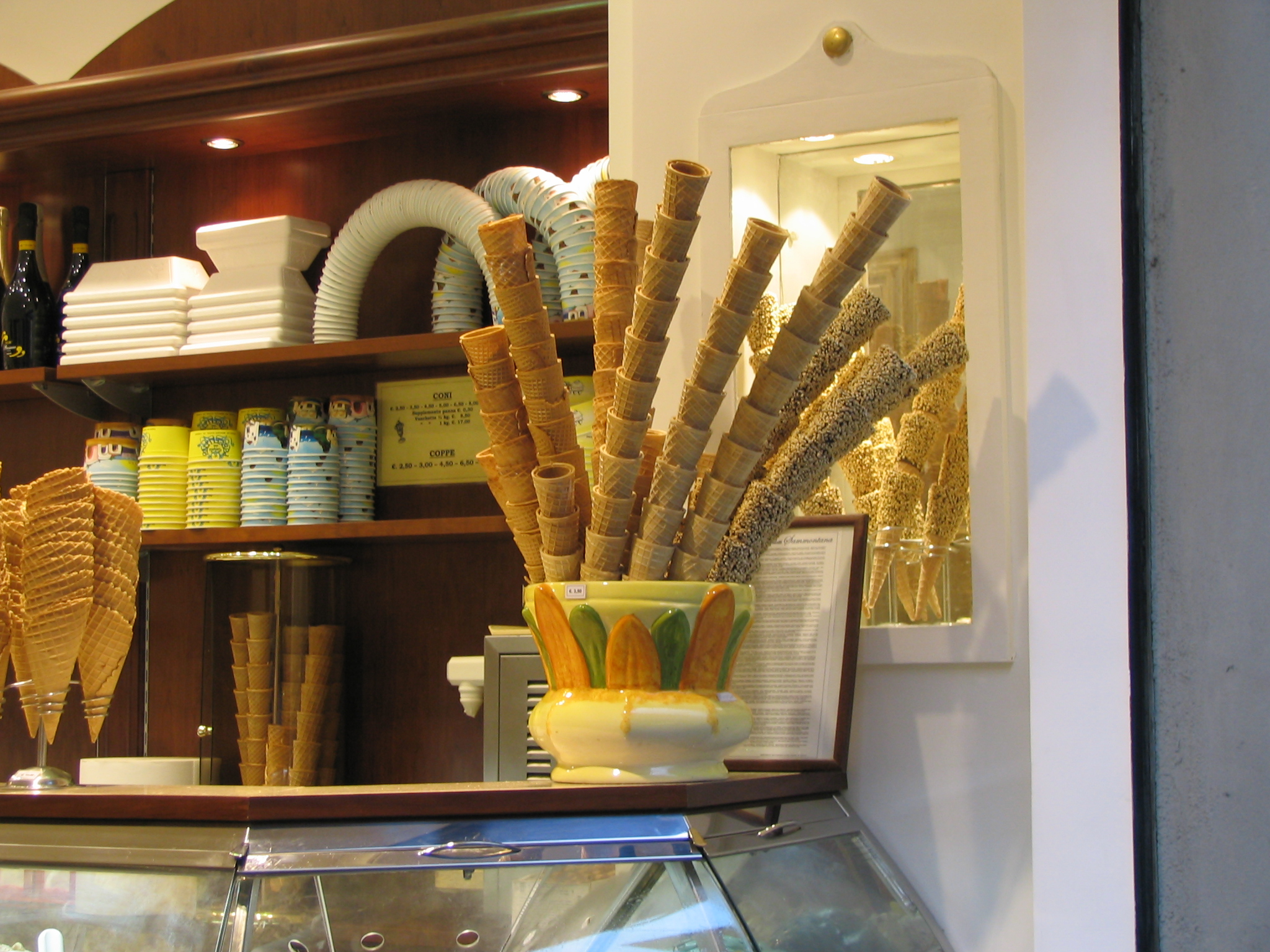
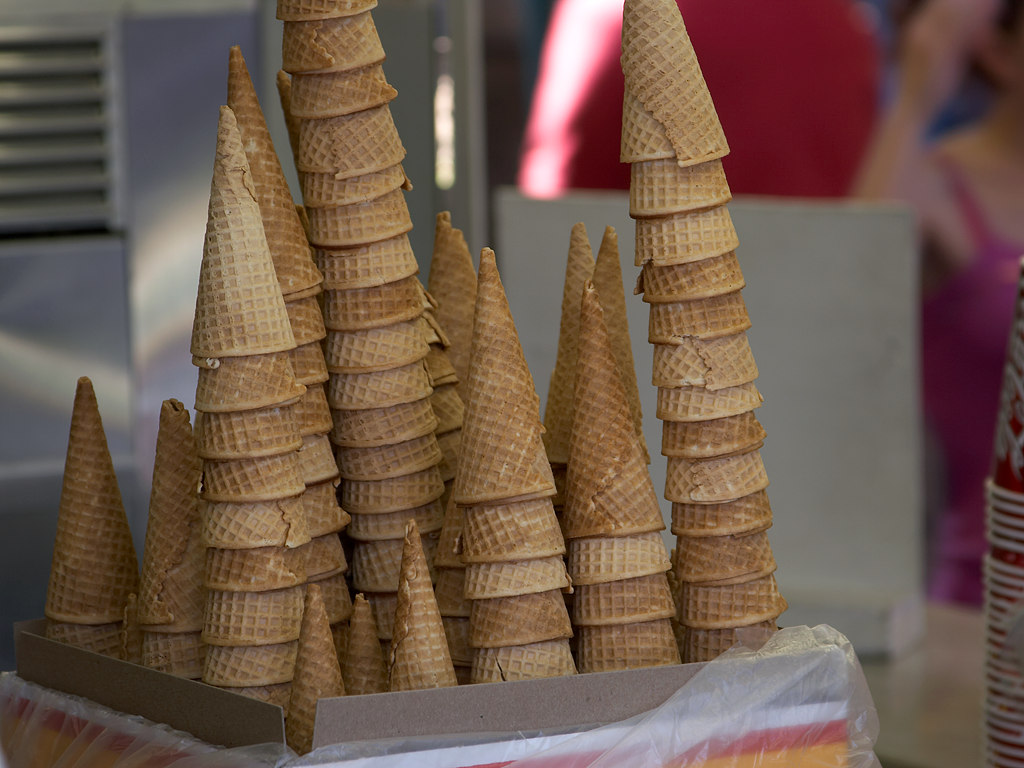
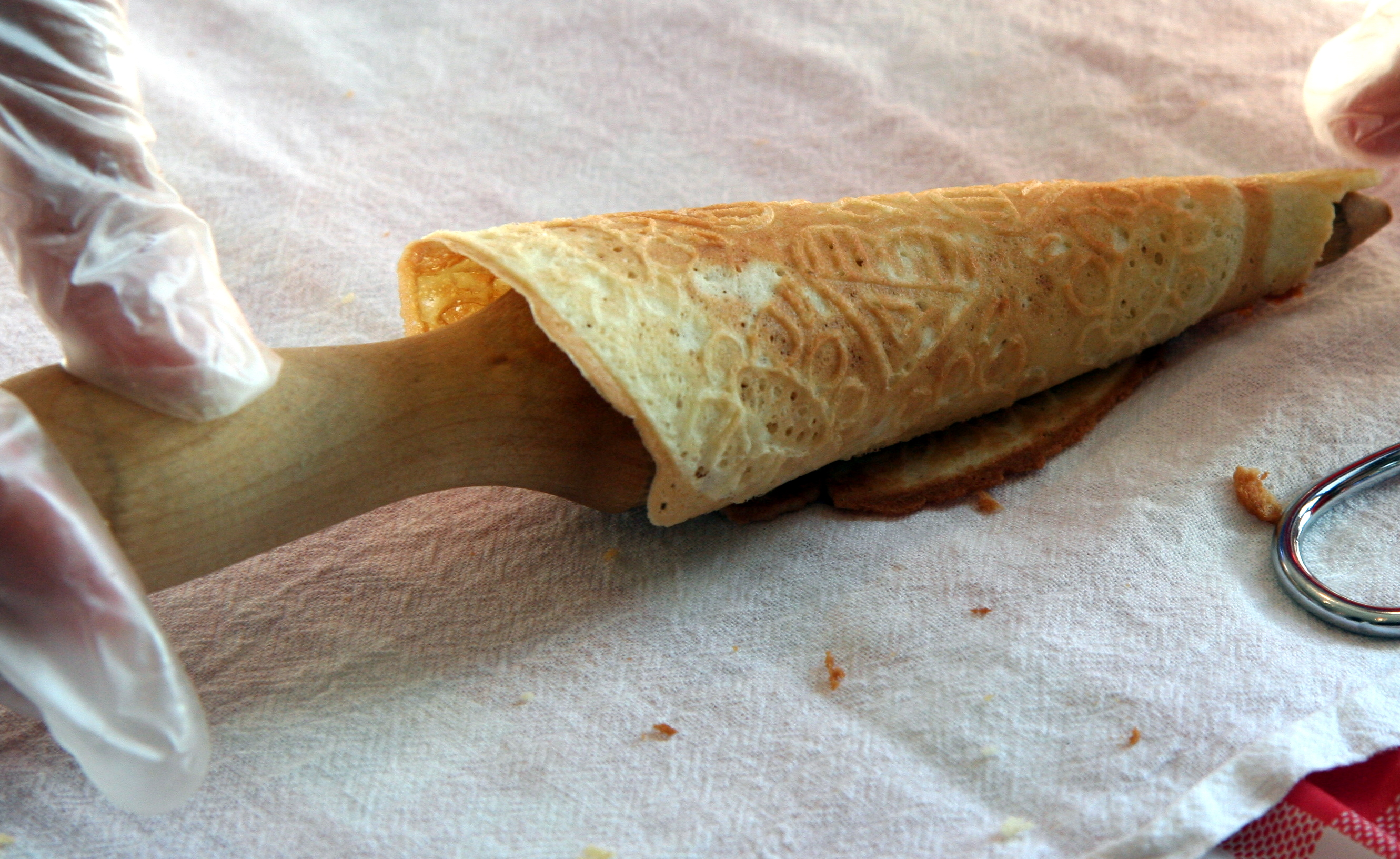